# Wooler (merk)
Wooler is een historisch Brits merk van automobielen en motorfietsen.
De lijst van het merk Wooler bevat tien firmanamen, waaronder die van Wilkinson-TMC, Wooler, Dederich, P&P, Gittins, en Sequera. Het bedrijf was tussen 1911 en 1955 gevestigd in Acton (Londen), Willesden (Londen), Alperton (Londen), Eynsford (Kent), Twickenham, Wembley en Ruislip. 

## Wooler motorfietsen

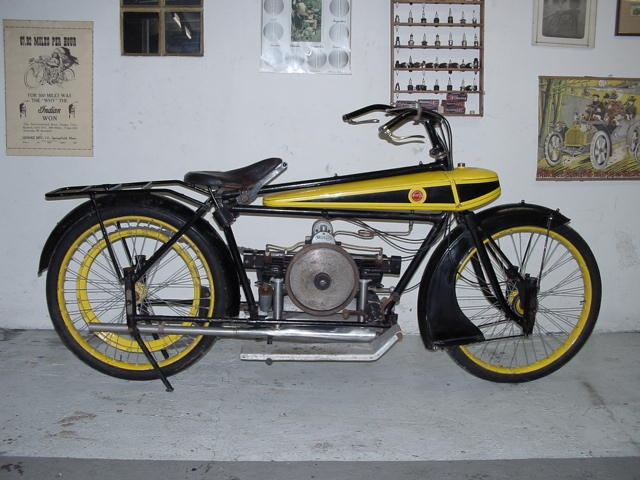
De Wooler tweecilinder boxer uit 1920 werd "Vliegende banaan" genoemd.

John Wooler was een technicus met vele ideeën, die echter niet altijd commercieel verantwoord waren. Zijn eerste motorfiets bouwde hij in 1909, een 344 cc dubbelzuiger tweetaktmotor met zuigers die ook aan de onderkant dicht waren en externe zuigerstangen hadden.
Later bouwde hij voornamelijk 346- en 496 cc tweecilinder-boxermotoren, die vanaf 1945 veel op BMW’s leken en ook cardanaandrijving hadden. 
In 1926 had Wooler het merk P&P overgenomen en in 1930 stopte hij de productie van motorfietsen om zich helemaal op de Wooler-automobielen te storten.
In de oorlog begon hij weer een nieuwe motor te ontwikkelen, een 500 cc viercilinder-boxer die in 1955 op de markt kwam. De machine was echter te duur en in 1956 sloot Wooler de poorten. Alle Wooler-motorfietsen zijn eenvoudig te herkennen aan de tot voorbij het balhoofd doorlopende tank waarin ook de koplamp geïntegreerd is.

## Spot- en bijnamen
De (knalgele) Wooler tweecilinder uit 1921: Vliegende banaan. De naam was spottend bedoeld door Frank Longman, die er in de TT van Man 34e mee werd.